# Trimmatom offucius
Trimmatom offucius är en fiskart som beskrevs av Richard Winterbottom och Emery, 1981. Trimmatom offucius ingår i släktet Trimmatom och familjen smörbultsfiskar. Inga underarter finns listade i Catalogue of Life.